# Lista de prefeitos de Martins (Rio Grande do Norte)
Esta é a lista de prefeitos de Martins, município brasileiro do Estado do Rio Grande do Norte. O prédio da Prefeitura chama-se Palácio Combatente Manoel Lino de Paiva.

## Período imperial (1842—1889)
| Nº | Prefeito                         | Imagem | Início de mandato | Fim de mandato | Observações |
| -- | -------------------------------- | ------ | ----------------- | -------------- | ----------- |
| 1  | Agostinho Pinto de Queiroz       |        | 1842              | 1844           | Intendente  |
| 2  | Domingos Velho Barreto Júnior    |        | 1845              | 1848           | Intendente  |
| 3  | Mateus Xavier da Fonseca         |        | 1849              | 1852           | Intendente  |
| 4  | Manoel Luiz Barreto              |        | 1853              | 1856           | Intendente  |
| 5  | Manoel da Costa Melo             |        | 1857              | 1861           | Intendente  |
| 6  | Joaquim Xavier da Fonseca        |        | 1861              | 1864           | Intendente  |
| 7  | Francisco Emiliano Pereira       |        | 1865              | 1868           | Intendente  |
| 7  | Francisco Emiliano Pereira       | 1869   | 1869              | Intendente     |             |
| 8  | Cláudio Xavier da Fonseca        |        | 1869              | 1871           | Intendente  |
| 9  | José Ignácio de Carvalho         |        | 1871              | 1872           | Intendente  |
| 10 | Mileno Torres Bandeira           |        | 1873              | 1873           | Intendente  |
| 11 | Francisco Alves de Oliveira Maia |        | 1873              | 1876           | Intendente  |
| 12 | Cosme Damião Barbosa Tinôco      |        | 1877              | 1877           | Intendente  |
| 13 | Lúcio Gomes de Oliveira          |        | 1878              | 1880           | Intendente  |
| 14 | Antônio Manoel Ferreira Maia     |        | 1881              | 1882           | Intendente  |
| 15 | Joaquim Ferreira Santiago        |        | 1883              | 1887           | Intendente  |
| 16 | Antônio Augusto de Sousa         |        | 1887              | 1888           | Intendente  |

## Período republicano (1889—presente)

### Intendentes
| Nº | Prefeito                     | Imagem | Partido | Início de mandato    | Fim de mandato         | Observações |
| -- | ---------------------------- | ------ | ------- | -------------------- | ---------------------- | ----------- |
| 1  | Alvino Esteves de Queiroz    |        |         | 1 de janeiro de 1889 | fevereiro de 1890      | Intendente  |
| 2  | Manoel de Sousa Pereira      |        |         | fevereiro de 1890    | abril de 1890          | Intendente  |
| 3  | Giraldo de Sousa Lemos       |        |         | abril de 1890        | março de 1891          | Intendente  |
| 4  | Joaquim Inácio de Carvalho   |        |         | março de 1891        | outubro de 1891        | Intendente  |
| 5  | Giraldo de Sousa Lemos       |        |         | outubro de 1891      | janeiro de 1892        | Intendente  |
| 6  | Genuíno Fernandes de Queiroz |        |         | janeiro de 1892      | março de 1908          | Intendente  |
| 7  | Adelino Fernandes dos Santos |        |         | março de 1908        | outubro de 1908        | Intendente  |
| 8  | Joaquim Gomes de Amorim      |        |         | outubro de 1908      | 31 de dezembro de 1913 | Intendente  |
| 9  | Pedro Regalado de Medeiros   |        |         | 1 de janeiro de 1914 | 31 de dezembro de 1919 | Intendente  |
| 10 | Adelino Fernandes dos Santos |        |         | 1 de janeiro de 1920 | 31 de dezembro de 1922 | Intendente  |
| 11 | Emídio Fernandes de Carvalho |        |         | 1 de janeiro de 1923 | 31 de dezembro de 1928 | Intendente  |

### Prefeitos
| Nº | Prefeito                                    | Imagem                    | Partido | Início de mandato      | Fim de mandato         | Vice-prefeito                               | Observações             |
| -- | ------------------------------------------- | ------------------------- | ------- | ---------------------- | ---------------------- | ------------------------------------------- | ----------------------- |
| 1  | José Elinas dos Santos                      |                           |         | 1 de janeiro de 1929   | 18 de outubro de 1929  | —                                           | Prefeito eleito         |
| 2  | João Fernandes dos Santos                   |                           |         | 18 de outubro de 1929  | 31 de dezembro de 1929 | —                                           | Prefeito eleito         |
| 3  | Raul da Franca Alencar                      |                           |         | 1 de janeiro 1930      | 14 de novembro de 1935 | —                                           | Prefeito nomeado        |
| 4  | Antônio Marcelino de Sousa Martins          |                           |         | 14 de novembro de 1935 | 21 de julho de 1943    | —                                           | Prefeito nomeado        |
| 5  | Francisco Bilac de Faria                    |                           |         | 21 de julho de 1943    | julho de 1944          | —                                           | Prefeito nomeado        |
| 6  | Joaquim Inácio de Carvalho Filho            |                           |         | julho de 1944          | abril de 1945          | —                                           | Prefeito nomeado        |
| 7  | Francisco Bilac de Faria                    |                           |         | abril de 1945          | maio de 1945           | —                                           | Prefeito nomeado        |
| 8  | Raul da Franca Alencar                      |                           |         | maio de 1945           | 1947                   | —                                           | Prefeito nomeado        |
| 9  | Luiz de França Pinto                        |                           |         | 1947                   | 31 de março de 1948    | —                                           | Prefeito nomeado        |
| 10 | Jocelyn Vilar                               |                           | UDN     | 31 de março de 1948    | 31 de março de 1953    |                                             | Prefeito e vice eleitos |
| 11 | Francisco Xavier de Lucena                  |                           |         | 31 de março de 1953    | 31 de março de 1958    |                                             | Prefeito e vice eleitos |
| 12 | Alzira de Carvalho Vilar                    |                           |         | 31 de março de 1958    | 31 de março de 1963    |                                             | Prefeita e vice eleitos |
| 13 | João Bosco Amorim de Carvalho               |                           |         | 31 de março de 1963    | 1966                   |                                             | Prefeito e vice eleitos |
| 14 | João Fernandes dos Santos                   |                           |         | 1966                   | 1967                   |                                             | Prefeito e vice eleitos |
| 15 | Tiburtino de Carvalho Costa                 |                           |         | 1967                   | 14 de maio de 1968     |                                             | Prefeito e vice eleitos |
| 16 | Antônio Lopes Filho                         |                           |         | 14 de maio de 1968     | 31 de janeiro de 1969  | —                                           | Interventor             |
| 17 | José Fernandes de Queiroz                   |                           | ARENA   | 31 de janeiro de 1969  | 31 de janeiro de 1973  |                                             | Prefeito e vice eleitos |
| 18 | Antônio Guedes Trigueiro                    |                           | ARENA   | 31 de janeiro de 1973  | 7 de janeiro de 1976   |                                             | Prefeito e vice eleitos |
| 19 | Francisco Marcelino Júnior                  |                           |         | 7 de janeiro de 1976   | 31 de janeiro de 1977  |                                             | Prefeito e vice eleitos |
| 20 | José Fernandes de Queiroz                   |                           | ARENA   | 31 de janeiro de 1977  | maio de 1982           |                                             | Prefeito e vice eleitos |
| 21 | Moacir Rodrigues dos Santos                 |                           |         | maio de 1982           | 31 de janeiro de 1983  |                                             | Prefeito e vice eleitos |
| 22 | Manoel Barreto de Medeiros                  |                           |         | 31 de janeiro de 1983  | 31 de dezembro de 1992 |                                             | Prefeito e vice eleitos |
| 23 | Marcos Antônio Chaves Fernandes de Queiroz  |                           |         | 1 de janeiro de 1989   | 31 de dezembro de 1992 |                                             | Prefeito e vice eleitos |
| 24 | Manoel Barreto de Medeiros                  |                           |         | 1 de janeiro de 1993   | 31 de dezembro de 1996 |                                             | Prefeito e vice eleitos |
| 25 | Marcos Antônio Chaves Fernandes de Queiroz  |                           | PFL     | 1 de janeiro de 1997   | 31 de dezembro de 2004 |                                             | Prefeito e vice eleitos |
| 25 | Marcos Antônio Chaves Fernandes de Queiroz  | Prefeito e vice reeleitos | PFL     | 1 de janeiro de 1997   | 31 de dezembro de 2004 |                                             |                         |
| 26 | Maria José de Oliveira Gurgel Costa         |                           | PFL     | 1 de janeiro de 2005   | 21 de março de 2005    | Paulo César Galdino                         | Prefeito e vice eleitos |
| 27 | Fulgêncio Teixeira Neto                     |                           | PFL     | 21 de março de 2005    | 29 de junho de 2005    | —                                           | Prefeito interino       |
| 28 | Haroldo Ribeiro Teixeira                    |                           |         | 29 de junho de 2005    | 31 de dezembro de 2008 |                                             | Prefeito                |
| 29 | Maria José de Oliveira Gurgel Costa         |                           | DEM     | 1 de janeiro de 2009   | 31 de dezembro de 2012 | Olga Chaves Fernandes de Queiroz Figueiredo | Prefeita e vice eleitas |
| 30 | Olga Chaves Fernandes de Queiroz Figueiredo |                           | DEM     | 1 de janeiro de 2013   | 31 de dezembro de 2020 | Flávia Tavares Lamas Chaves Fernandes       | Prefeita e vice eleitas |
| 30 | Olga Chaves Fernandes de Queiroz Figueiredo | Prefeita e vice reeleitas | DEM     | 1 de janeiro de 2013   | 31 de dezembro de 2020 | Flávia Tavares Lamas Chaves Fernandes       |                         |
| 31 | Maria José de Oliveira Gurgel Costa         |                           | DEM     | 1 de janeiro de 2021   | 31 de dezembro de 2024 | Suely Galdino Leite                         | Prefeita e vice eleitas |
| 32 | Paulo César Galdino                         |                           | PSB     | 1° de janeiro de 2025  | Atualidade             | Gileno Oliveira Carvalho                    | Prefeito e vice eleitos |